# Fitzgerald Bay
Fitzgerald Bay är en vik i Australien. Den ligger i delstaten South Australia, omkring 230 kilometer norr om delstatshuvudstaden Adelaide.
Genomsnittlig årsnederbörd är 407 millimeter. Den regnigaste månaden är juni, med i genomsnitt 61 mm nederbörd, och den torraste är oktober, med 14 mm nederbörd.